# Divinity: Original Sin
Divinity: Original Sin is een computerrollenspel (RPG) in het genre fantasy met singleplayer en coöperatieve multiplayer speelmodi, ontwikkeld door Larian Studios. Het spel wordt geleverd met ontwikkelgereedschap waarmee spelers hun eigen avonturen kunnen bouwen en uitgeven. Ontwikkeling van het spel is medegefinancierd met behulp van crowdfunding. Het spel is een prequel van Divine Divinity.